# マルモセーラ
マルモセーラ（欧字名:Marumo Sarah、2008年3月12日 - ）は、日本の競走馬、繁殖牝馬。主な勝ち鞍は2010年のファンタジーステークス。
馬名の由来は、冠名＋日本に開国を迫ったペリー提督の母名より。

## 経歴

### 競走馬時代
2010年7月10日、阪神競馬場4レースの2歳新馬戦でデビュー。単勝219.7倍の16番人気と全く期待されていなかったが、序盤でハナを切るとそのまま逃げ粘り、ゴール手前でエーシンジェネシスに交わされたものの2着と好走した。続く10月の2歳未勝利戦では逃げ切りに成功し初勝利を収めた。11月には格上挑戦でファンタジーステークスに出走。3番手の好位から直線で抜け出すと、最後はホーマンフリップとホエールキャプチャの追撃を僅差でしのぎ切り重賞初挑戦での初優勝を果たした。鞍上の田中健も、これが重賞春制覇である。GI初挑戦となった年末の阪神ジュベナイルフィリーズは番手でレースを進めるも、直線で馬群に呑まれ12着大敗に終わった。
2011年は4月の桜花賞より始動したが、ブービーの17着。途中ダートも試されたが、結局勝利を挙げることはできなかった。2012年7月の1000万下・賢島特別（6着）が現役ラストランとなり、11月に引退が発表された。

### 繁殖牝馬時代
競走馬引退後、浦河町の岡本昌市牧場で繁殖入りした。
2016年7月9日、初仔のマルモレイナ（父：エンパイアメーカー）が2歳未勝利戦を勝ち、産駒初勝利を挙げた。
2020年10月10日、2番仔マルモマリア（父：ヨハネスブルグ）、3番仔マルモネオフォース（父：ワークフォース）、5番仔マルモルーラー（父：ルーラーシップ）が同日に開催されたそれぞれの出走レースを勝ち、記録が残る1977年以降ではJRA史上初となる3きょうだい同日勝利の快挙を達成した。

## 競走成績
以下の内容は、JBISサーチおよびnetkeiba.comに基づく。
| 競走日     | 競馬場 | 競走名        | 格       | 距離（馬場）  | 頭 数 | 枠 番 | 馬 番 | オッズ （人気） | 着順 | タイム （上り3F） | 着差 | 騎手      | 斤量 [kg] | 1着馬（2着馬）       | 馬体重 [kg] |
| ---------- | ------ | ------------- | -------- | ------------- | ----- | ----- | ----- | --------------- | ---- | ----------------- | ---- | --------- | --------- | -------------------- | ----------- |
| 2010.07.10 | 阪神   | 2歳新馬       |          | 芝1400m（良） | 18    | 6     | 11    | 219.7（16人）   | 02着 | 01:23.4（35.5）   | -0.0 | 0田中健   | 54        | エーシンジェネシス   | 484         |
| 0000.10.09 | 京都   | 2歳未勝利     |          | 芝1400m（稍） | 18    | 1     | 1     | 006.90（3人）   | 01着 | R1:21.9（36.4）   | -0.7 | 0田中健   | 54        | （クローバーリーフ） | 476         |
| 0000.11.06 | 京都   | ファンタジーS | GIII     | 芝1400m（良） | 17    | 4     | 8     | 007.50（4人）   | 01着 | R1:22.3（35.4）   | -0.0 | 0田中健   | 54        | （ホーマンフリップ） | 472         |
| 0000.12.12 | 阪神   | 阪神JF        | GI       | 芝1600m（良） | 18    | 5     | 9     | 039.80（7人）   | 12着 | 01:36.6（35.3）   | -0.9 | 0田中健   | 54        | レーヴディソール     | 472         |
| 2011.04.10 | 阪神   | 桜花賞        | GI       | 芝1600m（良） | 18    | 3     | 5     | 121.2（13人）   | 17着 | 01:36.3（37.4）   | -2.4 | 0田中健   | 55        | マルセリーナ         | 484         |
| 0000.05.04 | 園田   | 兵庫CS        | JpnII    | ダ1870m（良） | 10    | 1     | 1     | 004.90（3人）   | 04着 | R2:03.4（38.8）   | -2.5 | 0武豊     | 53        | エーシンブラン       | 482         |
| 0000.06.15 | 川崎   | 関東オークス  | JpnII    | ダ2100m（稍） | 14    | 3     | 4     | 004.70（4人）   | 08着 | 02:17.8（41.9）   | -1.9 | 0武豊     | 54        | カラフルデイズ       | 480         |
| 2012.01.09 | 京都   | 淀短距離S     | OP       | 芝1200m（良） | 14    | 8     | 13    | 047.9（10人）   | 14着 | R1:10.9（36.6）   | -3.4 | 0田中健   | 52        | エーシンダックマン   | 496         |
| 0000.06.24 | 阪神   | 皆生特別      | 1000万下 | 芝1400m（良） | 15    | 2     | 2     | 103.3（11人）   | 13着 | R1:22.8（36.5）   | -1.4 | 0渡辺薫彦 | 55        | ツルマルレオン       | 486         |
| 0000.07.07 | 中京   | 賢島特別      | 1000万下 | 芝1400m（稍） | 17    | 7     | 14    | 011.10（5人）   | 06着 | 01:22.7（36.2）   | -0.7 | 0北村友一 | 54        | ウインドジャズ       | 490         |

## 繁殖成績
|        | 生年   | 馬名               | 性 | 毛色   | 父                 | 馬主                 | 管理調教師                     | 戦績                  | 出典   |
| ------ | ------ | ------------------ | -- | ------ | ------------------ | -------------------- | ------------------------------ | --------------------- | ------ |
| 初仔   | 2014年 | マルモレイナ       | 牝 | 鹿毛   | エンパイアメーカー | まるも組合           | 栗東・木原一良                 | 19戦3勝（抹消・繁殖） | [ 6 ]  |
| 2番仔  | 2015年 | マルモマリア       | 牝 | 鹿毛   | ヨハネスブルグ     | まるも組合           | 栗東・木原一良                 | 13戦2勝（抹消・繁殖） | [ 7 ]  |
| 3番仔  | 2016年 | マルモネオフォース | 牝 | 鹿毛   | ワークフォース     | まるも組合           | 栗東・木原一良                 | 26戦2勝（抹消・繁殖） | [ 8 ]  |
| 4番仔  | 2017年 | マルモアステリア   | 牝 | 鹿毛   | エスケンデレヤ     | まるも組合           | 栗東・木原一良                 | 1戦0勝（抹消）        | [ 9 ]  |
| 5番仔  | 2018年 | マルモルーラー     | 牡 | 黒鹿毛 | ルーラーシップ     | まるも組合           | 栗東・木原一良                 | 13戦1勝（抹消）       | [ 10 ] |
| 6番仔  | 2019年 | マルモエキスパート | 牝 | 黒鹿毛 | オルフェーヴル     | まるも組合           | 栗東・木原一良                 | 4戦0勝（抹消・繁殖）  | [ 11 ] |
| 7番仔  | 2020年 | マルモルミエール   | 牡 | 芦毛   | エイシンヒカリ     | まるも組合 →嶋田亘克 | 栗東・木原一良 →高知・工藤真司 | 21戦2勝（現役）       | [ 12 ] |
| 8番仔  | 2021年 | ウインキャロライン | 牝 | 黒鹿毛 | イスラボニータ     | （株）ウイン         | 栗東・杉山晴紀 →笠松・笹野博司 | 9戦0勝（現役）        | [ 13 ] |
| 9番仔  | 2022年 | サンダーフレア     | 牝 | 鹿毛   | リアルスティール   | （株）レッドマジック | 美浦・久保田貴士               | 2戦0勝（現役）        | [ 14 ] |
| 10番仔 | 2024年 | マルモセーラの2024 | 牝 | 鹿毛   | シスキン           |                      |                                |                       | [ 15 ] |

- 2025年4月18日現在

## 血統表
| マルモセーラの血統      | マルモセーラの血統                          | マルモセーラの血統                          | （血統表の出典）                            | （血統表の出典）  |
| 父系                    | ヴァイスリージェント系                      | ヴァイスリージェント系                      | ヴァイスリージェント系                      |                   |
| 父 *クロフネ 芦毛 1998  | 父の父*フレンチデピュティ 栗毛 1992         | Deputy Minister                             | Vice Regent                                 | Vice Regent       |
| 父 *クロフネ 芦毛 1998  | 父の父*フレンチデピュティ 栗毛 1992         | Deputy Minister                             | Mint Copy                                   |                   |
| 父 *クロフネ 芦毛 1998  | 父の父*フレンチデピュティ 栗毛 1992         | Mitterand                                   | Hold Your Peace                             | Hold Your Peace   |
| 父 *クロフネ 芦毛 1998  | 父の父*フレンチデピュティ 栗毛 1992         | Mitterand                                   | Laredo Lass                                 |                   |
| 父 *クロフネ 芦毛 1998  | 父の母*ブルーアヴェニュー 芦毛 1990         | Classic Go Go                               | Pago Pago                                   | Pago Pago         |
| 父 *クロフネ 芦毛 1998  | 父の母*ブルーアヴェニュー 芦毛 1990         | Classic Go Go                               | Classic Perfection                          |                   |
| 父 *クロフネ 芦毛 1998  | 父の母*ブルーアヴェニュー 芦毛 1990         | Eliza Blue                                  | Icecapade                                   | Icecapade         |
| 父 *クロフネ 芦毛 1998  | 父の母*ブルーアヴェニュー 芦毛 1990         | Eliza Blue                                  | *コレラ                                     |                   |
| 母 マイクロス 鹿毛 2000 | 母の父タマモクロス 芦毛 1984                | シービークロス                              | *フォルティノ                               | *フォルティノ     |
| 母 マイクロス 鹿毛 2000 | 母の父タマモクロス 芦毛 1984                | シービークロス                              | ズイショウ                                  |                   |
| 母 マイクロス 鹿毛 2000 | 母の父タマモクロス 芦毛 1984                | グリーンシャトー                            | *シャトーゲイ                               | *シャトーゲイ     |
| 母 マイクロス 鹿毛 2000 | 母の父タマモクロス 芦毛 1984                | グリーンシャトー                            | クインビー                                  |                   |
| 母 マイクロス 鹿毛 2000 | 母の母ビーサイレント 黒鹿毛 1992            | *サンデーサイレンス                         | Halo                                        | Halo              |
| 母 マイクロス 鹿毛 2000 | 母の母ビーサイレント 黒鹿毛 1992            | *サンデーサイレンス                         | Wishing Well                                |                   |
| 母 マイクロス 鹿毛 2000 | 母の母ビーサイレント 黒鹿毛 1992            | グローバルダイナ                            | *ノーザンテースト                           | *ノーザンテースト |
| 母 マイクロス 鹿毛 2000 | 母の母ビーサイレント 黒鹿毛 1992            | グローバルダイナ                            | グローブターフ                              |                   |
| 母系(F-No.)             | ロイヤルアグリーメント(IRE)系(FN:12-f)      | ロイヤルアグリーメント(IRE)系(FN:12-f)      | ロイヤルアグリーメント(IRE)系(FN:12-f)      | [ § 2 ]           |
| 5代内の近親交配         | Northern Dancer 5×5、パーソロン 5×5（母内） | Northern Dancer 5×5、パーソロン 5×5（母内） | Northern Dancer 5×5、パーソロン 5×5（母内） | [ § 3 ]           |
| 出典                    | 1. 2. 3.                                    | 1. 2. 3.                                    | 1. 2. 3.                                    | 1. 2. 3.          |

- 伯父に2006年スワンステークスなど重賞4勝のプリサイスマシーン。
- 3代母グローバルダイナは1985年阪神牝馬特別など重賞3勝。
- 4代母グローブターフは1969年愛知杯優勝馬。また子孫からはメイプルロード（2002年小倉2歳ステークス）、マイネルジャパン（2000年函館3歳ステークス）、ウインジェネラーレ（2004年日経賞）、メインキャスター（1990年阪神牝馬特別）、スプリングドリュー（2007年福島牝馬ステークス）、サンライズジェガー（2002年アルゼンチン共和国杯）、ウインフルブルーム（2015年京都金杯）などの活躍馬が多数出ている。